# Llau de Sant Pere (Perauba)
La llau de Sant Pere és una llaudel terme municipal de Conca de Dalt, al Pallars Jussà, a l'antic terme d'Hortoneda de la Conca, en terres de l'antic poble de Perauba.
Es forma al bell mig dels Feixancs de Penalta, a llevant de la Casa de les Feixes, a prop de la Pista d'Hortoneda, des d'on davalla cap a ponent pel costat sud de la Solana de les Feixes. S'aboca en la llau de Perauba just a migdia del Tros de la Borda i de la Borda del Músic.